# Брэдли, Конор
Конор Брэдли (англ. Conor Bradley; род. 9 июля 2003, Каследерг) — североирландский футболист, правый защитник клуба «Ливерпуль» и сборной Северной Ирландии.

## Клубная карьера
Брэдли — воспитанник клубов «Сент-Патрик», «Данганнон Свифтс» и английского «Ливерпуля». 21 сентября 2021 года в поединке Кубка английской лиги против «Норвич Сити» он дебютировал за основной состав последних. 7 декабря в поединке против итальянского «Милана» Конор дебютировал в Лиге чемпионов.
Летом 2022 года для получения игровой практики Брэдли на правах аренды перешёл в «Болтон Уондерерс». 30 июля в матче против «Ипсвич Таун» он дебютировал в Первой лиге Англии. 16 августа в поединке против «Моркама» Конор забил свой первый гол за «Болтон Уондерерс». В сезоне 2022/23 был признан игроком года в «Болтоне». 
По окончании аренды игрок вернулся в «Ливерпуль». 21 января 2024 года в матче против «Борнмута» (4:0) он дебютировал в английской Премьер-лиге, отдав один голевой пас. 28 января в игре Кубка Англии против «Норвича» (5:2) сделал две голевые передачи. 31 января в своей второй игре в Премьер-лиге в матче против «Челси» (4:1) забил свой первый мяч за «Ливерпуль», сделал две голевые передачи и был признан игроком матча.

## Международная карьера
30 мая 2021 года в возрасте 17 лет в товарищеском матче против сборной Мальты Брэдли дебютировал за сборную Северной Ирландии.

## Достижения
Клубные
«Ливерпуль»
- Обладатель Кубка Футбольной лиги: 2023/24
- Чемпион Англии: 2024/2025